# Primofavilla cystiphorae
Primofavilla cystiphorae är en tvåvingeart som beskrevs av Fedotova 1991. Primofavilla cystiphorae ingår i släktet Primofavilla och familjen gallmyggor.
Artens utbredningsområde är Kazakstan. Inga underarter finns listade i Catalogue of Life.